# Miquel Masoliver i Valdivieso
Miquel Masoliver i Valdivieso (Vic, 17 de gener de 1978) és un jugador d'hoquei sobre patins català, que des de la temporada 2012-2013 juga al Club Patí Taradell.
Ha estat internacional per la selecció catalana, integrant de l'equip subcampió de la Copa Amèrica l'any 2007.

## Palmarès

### CP Vic
- 1 Copa de la CERS (2000/01)
- 2 Copes del Rei / Copes espanyola (1999 i 2010)

### FC Barcelona
- 4 Copes d'Europa (2003/04, 2004/05, 2006/07, 2007/08)
- 2 Copes Intercontinentals (2006, 2008)
- 5 Copes Continentals (2003/04, 2004/05, 2005/06, 2006/07, 2007/08)
- 3 Supercopes espanyoles (2003/04, 2004/05, 2006/07)
- 6 OK Lligues / Lligues espanyoles (2003/04, 2004/05, 2005/06, 2006/07, 2007/08, 2008/09)
- 2 Copes del Rei / Copes espanyoles (2005, 2007)

### Selecció espanyola
- 1 Europeu júnior (1997)
- 3 Campionats d'Europa (2000, 2002, 2004)
- 1 Campionat del Món "A" (2001)
- 2 Copes Llatines (1999, 2000)